# Fáni-völgyi 2. sz. üreg
A Fáni-völgyi 2. sz. üreg a Duna–Ipoly Nemzeti Parkban található Vértes hegységben, Száron lévő egyik barlang.

## Leírás
Szár külterületén, a Vértesi Natúrpark fokozottan védett területén, erdőben helyezkedik el a barlang. A Fáni-völgy É-i oldalában, egy meredek szikabordában, a völgy K-i végét lezáró sorompótól Ny-ra, kb. 150 m-re, 254 m tszf. magasságban, az úttól kb. 20 m relatív magasságban van a barlang bejárata. Az útról nem látható, de a völgy túlsó oldaláról jól látszik a háromszög alakú barlangbejárat. Az É-i völgyoldalban lévő sziklaborda mellett felmászva a barlang nehezen vehető észre, azonban a bejárat előtt fekvő terasz jellegzetes.
A barlang triász dolomitban, kifagyásos kőzetaprózódás miatt jött létre. A barlang egy vízszintes aljzatú, befelé szűkülő kis üreg. Jobb oldali fala tulajdonképpen egy vékony sziklapenge, mely a barlang belső részén át is lyukadt, így ablak nyílt a felszínre. A bejárati rész után kis átbújó található, mely egy kisebb fülkébe vezet. Ebből nyílik a kb. 50 cm széles ablak. A bejárati részen, a jobb oldali falon kevés borsókő látható. Muflonok nyoma is megfigyelhető a barlangban. A nehezen járható (meredek) terepen megközelíthető, könnyen, utcai ruhában járható barlang megtekintéséhez nem szükséges engedély.
1984-ben volt először Fáni-völgyi 2. sz. üregnek nevezve a barlang az irodalmában. Előfordul a barlang az irodalmában Fáni-völgyi 2.sz. barlang (Egri 2003) és Fáni-völgyi 2.sz. üreg (Bertalan 1976) neveken is.

## Kutatástörténet
Az 1962-ben kiadott, A barlangok világa című könyv szerint a Vértes hegységben lévő Fáni-völgyben, a pataktól 10–12 m-rel magasabban kis barlangok vannak. A Ferencvárosi Természetbarátok Sportköre Barlangkutató Csoportjának váltott tagokból álló egyik csoportja, melyet Horváth János vezetett, 1968-ban folytatta a Vértes hegység bejárását és a hegységben lévő barlangok háromsíkú felmérését. Ez a csoport a Fáni-völgyben felmért kilenc, részben korábban ismert (I–IX. jelzésű) sziklaüreget. Az FTSK Barlangkutató Csoport 1969. évi jelentése szerint Horváth János az 1968. tavaszi-őszi barlangfelmérések felhasználásával 1969-ben elkészítette a Fáni-völgy (Vértes hegység) 9 üregének térképét. A térképeken 1:100 méretarányban vannak bemutatva a barlangok.
Az 1976-ban befejezett, Magyarország barlangleltára című kéziratban az olvasható, hogy a Vértes hegységben, Száron helyezkedik el a Fáni-völgyi 2.sz. üreg. A Fáni-völgyi 1. sz. üregtől 310°-ra, kb. 250 m-re, az úttól kb. 20 m-rel feljebb van a Fáni-völgyi 2. sz. üreg bejárata. A Fáni-völgyi 2. sz. üreg 4 m hosszú, 2,4 m széles és 1,7 m magas. A befelé szűkülő fülke belső ülőfülkéjéből nyílik a külszínre egy átjárható ablak, amely a barlang vékony D-i sziklafalát töri át. A kézirat barlangot ismertető része 1 kézirat alapján lett írva.
Az Alba Regia Barlangkutató Csoport által 1979-ben készített kézirat szerint a Fáni-völgyi 2.sz. üreg (F2) az OKTH barlangleltárában, amelyben a Vértes hegység barlangjai között a 11. számú barlang, a fenti névvel van ismertetve. Horváth János szpeleográfiai terepjelentésben ismertette az üreget. A barlang Szár szélén (Fejér megye, Bicskei járás), a Fáni-völgy ÉK-i oldalán, 240 m tszf. magasságban, kb. 20 m relatív magasságban, a Fáni-völgyi 3. sz. üreggel szemben található. Alulról nehezen észrevehető bejárata meredek bérc oldalában nyílik. A bérc tetején, a barlangbejárat felett egy magányos, fiatal fa áll. A völgy ÉNy-i végén elágazó üzemi úton az elágazástól 1150 m-t kell menni a barlangig. Megtudja mutatni Szolga Ferenc az üreget. A száraz, kis sziklaodú ferde hasadék mentén, majdnem vízszintesen alakult ki. Befoglaló kőzete triász dolomit, mely breccsás szerkezetű. Kitöltését némi kőzettörmelék képezi. Az üreg egy ferde törés mentén jött létre kifagyás és kőzetaprózódás miatt.
A barlang két részből áll: egy bejárati sziklaereszből, mely körülbelül háromszög keresztmetszetű, befelé szűkül és egy kis átbújón át kapcsolódik a belső ülőfülkéhez. Az ülőfülke jobb oldalának felső részéből egy 0,5×0,6 m-es ablak néz a külszínre, D-i irányba. A barlangbejárat jobb oldalán lévő kipreparálódott breccsán sok borsókő, illetve vörös színű ásványos elszíneződések vannak. Felszínén friss tüzelési nyomok figyelhetők meg. Bejárásakor a csoport tagjai muflonnyomokat figyeltek meg az üregben. Előterében kövirózsa, mohák, borsos varjúháj nő, falain pedig zöld algásodás látható. A bejárat felett rigófészek van. A helyi jelentőségű üreg 4 m vízszintes kiterjedésű, magassága a bejáratnál 2 m. Megtörtént a barlang bejárása, leírása, felmérése és fényképezése. Nem érdemes tovább kutatni az üreget, melyben az Alba Regia Barlangkutató Csoport tagjai 1979. február 4-én, barlangkataszterező munka során jártak.
A kéziratba bekerült a barlang alaprajz térképe, hosszmetszet térképe és 2 keresztmetszet térképe. Az egyik keresztmetszet térképen a barlangbejárat, a másikon pedig a barlang ablaka van bemutatva. A térképek 1:100 méretarányban ábrázolják a barlangot. Az alaprajz térkép használatához a térképlapon jelölve van az É-i irány. A térképek elkészítéséhez a barlangot Szolga Ferenc, Gönczöl Imréné, Koch Zoltán és Zentai Ferenc mérték fel 1979. február 4-én. A térképeket 1979. február 22-én rajzolta Szolga Ferenc. A kéziratban látható a Fáni-völgy térképe (kb. 1:10.000 méretarány). A térképen jelölve van az É-i irány. A térképen megfigyelhető a Fáni-völgyi 2. sz. üreg (a térképen: F2) földrajzi elhelyezkedése. A kéziratban van három olyan fénykép, amelyek szemléltetik a barlangot. Az első fénykép a barlang sziklatömbjét mutatja be. A fénykép a sziklatömbtől lejjebbről készült. A második fényképen a barlang előtere látható. A harmadik fényképen a barlangnál lévő két személy figyelhető meg, akik közül az egyik a barlang ablakán bújik ki. A fényképeket Zentai Ferenc készítette.

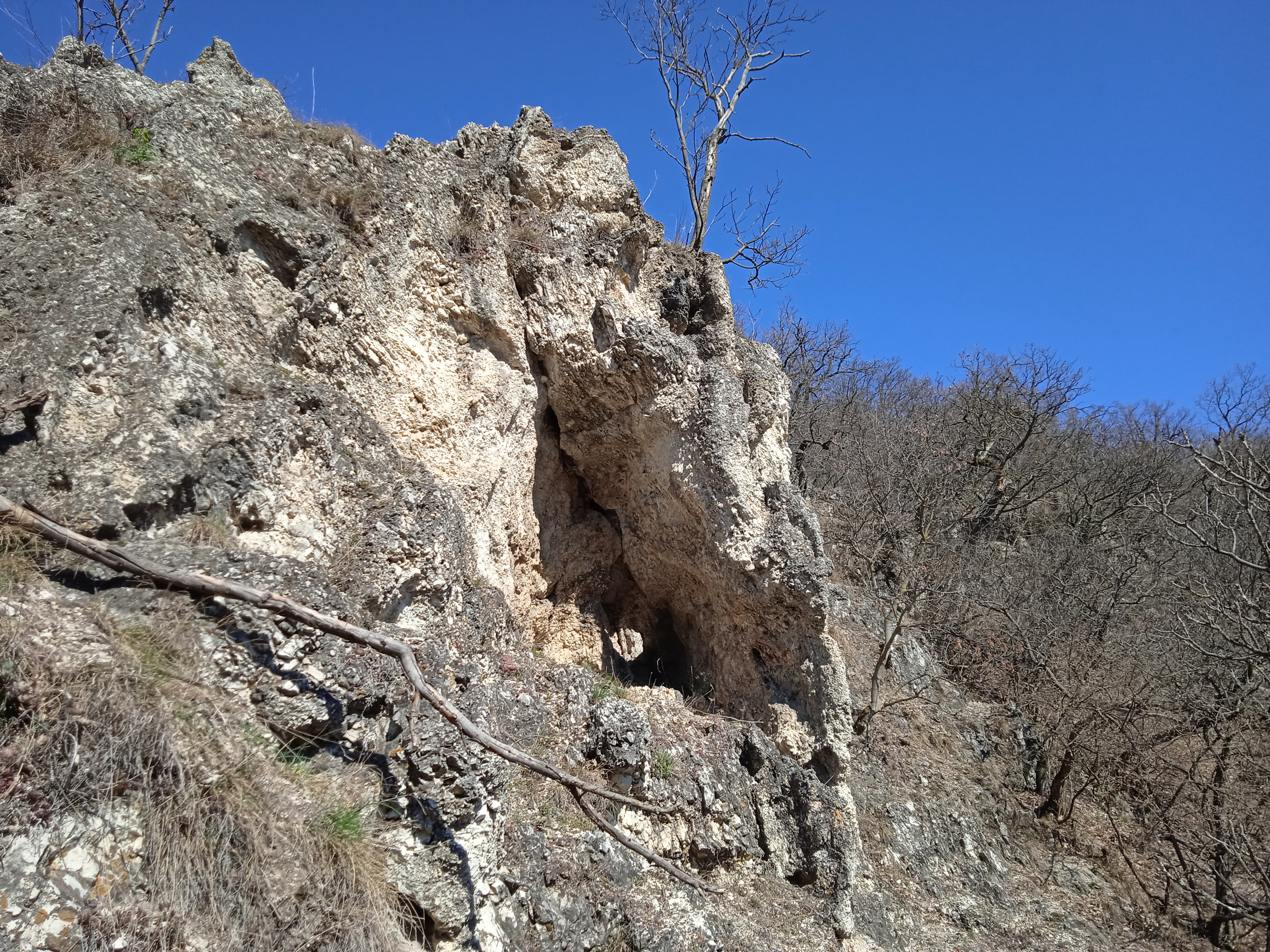
A Fáni-völgyi 2. sz. üreg bejárata

Az FTSK Barlangkutató Szakosztály 1980. évi jelentésében meg van említve, hogy az FTSK barlangkutató csoportja 1968. március 31-én mérte fel a Fáni-völgy üregeit. Az 1980. évi MKBT Beszámolóban publikálva lett az 1980. évi csoportjelentésnek a Fáni-völgyben lévő üregeket említő része. Az 1984-ben kiadott, Magyarország barlangjai című könyv országos barlanglistájában szerepel a Vértes hegység barlangjai között a barlang Fáni-völgyi 2. sz. üreg néven. A listához kapcsolódóan látható a Dunazug-hegység barlangjainak földrajzi elhelyezkedését bemutató 1:500 000-es méretarányú térképen a barlang földrajzi elhelyezkedése.
A Béni Kornél és Viszló Levente által írt, 1996-ban napvilágot látott könyvben szó van arról, hogy 10 barlang van a Fáni-völgyben. A völgyben megfigyelhető sok barlang miatt a völgy a Kőlik-völgyhöz hasonló. Ugyanolyan dolomitbreccsa a felépítő kőzet is. A Fáni-völgyben lévő barlangok kialakulásának esetében is a fagyaprózódásos kimállás játszotta a főszerepet. A völgy üregeire jellemző a borsókő előfordulása és gyakran pirosas elszíneződésű falak vannak bennük. Ennek oka ismeretlen. Az üregek lényegében három helyen koncentrálódnak, de ezek közül kettő egymással szemben, a völgy É-i és D-i oldalán fekszik. A völgy mindegyik barlangja a kisebb méretű barlangok közé tartozik.
A barlang 2003. május 1-jén, BTI kataszteri felvétel alapján készült nyilvántartólapja szerint a 4522-33 barlangkataszteri számú Fáni-völgyi 2. sz. üreg (Fáni-völgyi 2.sz. barlang) a Vértes hegységben lévő Száron (Fejér megye) található. Az üreg bejáratának koordinátái (Trimble Geoexplorer 3): X: 606414, Y: 235197, Z: 254. Hegyoldalon lévő sziklakibúvásban van a barlang 1,4 m széles, 2 m magas, természetes jellegű, háromszög alakú és vízszintes tengelyirányú bejárata. A részletesen felmért barlang 4 m hosszú, 2 m függőleges kiterjedésű, 2 m magas, 0 m mély és 4 m vízszintes kiterjedésű. Triász dolomitban húzódik az üreg. A barlang kialakulását előkészítette a tektonika. Az üreg kifagyásos kőzetaprózódás miatt jött létre.
A sziklaodú térformájú barlang egy átjáróbarlang, amely vízszintes, és jellemző szelvénytípusa a szabálytalan. Kürtő és borsókő figyelhető meg az üregben. Szervetlen, helyben keletkezett törmelékkitöltése kőzettörmelékből áll. Alga él benne. Növényevő nagyemlős látogatja az üreget. Barlangleltári szám: 11. A gyakorlatilag érintetlen barlang gyakorlatilag érintetlen aljzatú. A nehezen járható (meredek) terepen megközelíthető, könnyen járható barlang megtekintéséhez nem szükséges engedély. Illetékes természetvédelmi hatóság: Duna–Ipoly Nemzeti Park Igazgatóság. A barlang felszínének védettsége: Vértesi Tájvédelmi Körzet (19/1976. OTvH határozat).

## További irodalom
- Horváth János: Szpeleográfiai terepjelentések az 1966., 1970. és 1974. évekből. Kéziratok. (A kéziratok megtalálhatók a Magyar Karszt- és Barlangkutató Társulat Dokumentációs Szakosztályánál.)